# Grandtully Castle

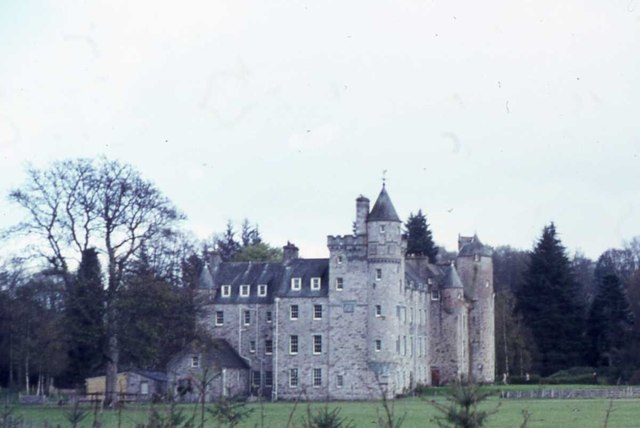
Grandtully Castle

Grandtully Castle, auch Grantully Castle, ist ein Tower House nahe der schottischen Ortschaft Grandtully in der Council Area Perth and Kinross. 1971 wurde das Bauwerk in die schottischen Denkmallisten in der höchsten Denkmalkategorie A aufgenommen.

## Geschichte
Grandtully Castle geht auf einen kleinen Wehrbau zurück, der am Standort um das Jahr 1400 errichtet wurde. Eine Charta aus dem Jahre 1414 verbrieft einer Laird-Familie den Besitz. Um 1525 wurde der Wehrturm als Tower House neu aufgebaut, das zu dieser Zeit einen L-förmigen Grundriss aufwies. 1626 wurde Grandtully Castle überarbeitet und zwischen 1893 und 1896 substantiell erweitert. Für die Planung der Maßnahme zeichnen Leadbetter and Fairley verantwortlich. Robert Lorimer entwarf das 1895 gefertigte Eisentor. Weitere vorgeschlagene Ergänzungen Lorimers 1901 wurden nicht ausgeführt.
1987 wurden die Außenanlagen in das Inventory of Gardens and Designed Landscapes in Scotland aufgenommen.

## Beschreibung
Das drei- bis vierstöckige Tower House steht weitgehend isoliert nahe der Streusiedlung Grandtully. Seit den Erweiterungen im späten 19. Jahrhundert weist Grandtully Castle einen Z-förmigen Grundriss auf. Sein Mauerwerk besteht aus Bruchstein. Ein Treppenturm ragt aus einem Innenwinkel auf, während ein zweiter an einer Gebäudekante auskragt. Die Dächer und Schleppdachgauben sind mit Schiefer eingedeckt.